# Llista de monuments de Picassent
Monuments de Picassent (Horta Sud) catalogats en l'Inventari General del Patrimoni Cultural Valencià com a béns d'interés cultural (BIC) i béns immobles de rellevància local (BRL), i en l'inventari sectorial de béns immobles d'etnologia (BIE).
| Monument                                                              | Prot.?        | Estil/època           | Localització                                     | Coordenades                                          | Codi?         | Imatge |
| --------------------------------------------------------------------- | ------------- | --------------------- | ------------------------------------------------ | ---------------------------------------------------- | ------------- | --- |
| Torre Espioca                                                         | BIC           | Arquitectura islàmica | Picassent Junt N-340, front la presó             | 39° 18′ 54″ N, 0° 26′ 27″ O / 39.315116°N,0.44072°O  | RI-51-0007339 | Torre Espioca (Picassent) · Vegeu més fotos d'aquest monument · Carregueu una nova foto d'aquest monument                                                 |
| Església parroquial de Sant Cristòfol                                 | BRL           |                       | Picassent C. Constitució, 3                      | 39° 21′ 44″ N, 0° 27′ 27″ O / 39.362239°N,0.457634°O | 46.16.194-001 | Església parroquial de Sant Cristòfol (Picassent) · Vegeu més fotos d'aquest monument · Carregueu una nova foto d'aquest monument                         |
| Ermita de la Mare de Déu de la Vallivana i Col·legi de Sant Cristòfol | BRL           | S.XVIII (1738)        | Picassent Pl. de l'Ermita, 2                     | 39° 21′ 50″ N, 0° 27′ 43″ O / 39.363772°N,0.462040°O | 46.16.194-002 | Ermita de la Mare de Déu de la Vallivana (Picassent) · Vegeu més fotos d'aquest monument · Carregueu una nova foto d'aquest monument                      |
| Església de la Miraculosa                                             | BRL           |                       | Picassent                                        | 39° 21′ 39″ N, 0° 27′ 42″ O / 39.360847°N,0.461707°O | 46.16.194-008 | Església parroquial de la Milagrosa (Picassent) · Vegeu més fotos d'aquest monument · Carregueu una nova foto d'aquest monument                           |
| Fesa i motor de Barrina                                               | BIE           | XX (1950)             | Picassent Camí d'Alcàsser al molí de Forés       | 39° 21′ 40″ N, 0° 26′ 11″ O / 39.36116°N,0.436438°O  | 46.16.194-E1  | Carregueu una nova foto d'aquest monument |
| Fesa de la séquia del Romaní                                          | BIE           | XX (1940)             | Picassent Camí del Moli a Benifaió               | 39° 18′ 29″ N, 0° 26′ 07″ O / 39.307993°N,0.435412°O | 46.16.194-E2  | Fesa de la séquia del Romaní (Picassent) · Vegeu més fotos d'aquest monument · Carregueu una nova foto d'aquest monument                                  |
| Fesa i motor del Realón                                               | BIE           | XX (1960)             | Picassent Camí d'Alcàsser al Molí de Forés       | 39° 21′ 20″ N, 0° 26′ 02″ O / 39.355663°N,0.433912°O | 46.16.194-E3  | Carregueu una nova foto d'aquest monument |
| Fesa del camí de la Coma                                              | BIE           | XVIII (1790)          | Picassent Camí de la Coma                        | 39° 18′ 58″ N, 0° 25′ 48″ O / 39.316029°N,0.430108°O | 46.16.194-E4  | Carregueu una nova foto d'aquest monument |
| Fesa de la séquia de la Foia                                          | BIE           | XVIII (1790)          | Picassent Camí de la Coma                        | 39° 19′ 13″ N, 0° 25′ 39″ O / 39.320413°N,0.4275°O   | 46.16.194-E5  | Carregueu una nova foto d'aquest monument |
| Fesa del Pintat                                                       | BIE           | XX (1960)             | Picassent Camí d'Alcàsser al Molí de Forés       | 39° 21′ 13″ N, 0° 25′ 58″ O / 39.353609°N,0.432688°O | 46.16.194-E6  | Carregueu una nova foto d'aquest monument |
| Fesa de Bernat                                                        | BIE           | XX (1960)             | Picassent Camí d'Alcàsser al Molí de Forés       | 39° 21′ 18″ N, 0° 26′ 00″ O / 39.355039°N,0.433413°O | 46.16.194-E7  | Carregueu una nova foto d'aquest monument |
| Fesa i motor de Reyes                                                 | BIE           | XX (1952)             | Picassent Camí d'Alcàsser al Molí de Forés       | 39° 21′ 37″ N, 0° 26′ 09″ O / 39.360247°N,0.435891°O | 46.16.194-E8  | Carregueu una nova foto d'aquest monument |
| Motor i bassa del Mas dels Foressos                                   | BIE           | XIX (1900)            | Picassent Camí del Molí a Benifaió               | 39° 18′ 33″ N, 0° 26′ 14″ O / 39.309042°N,0.437229°O | 46.16.194-E9  | Motor i bassa del Mas dels Foressos (Picassent) · Vegeu més fotos d'aquest monument · Carregueu una nova foto d'aquest monument                           |
| Motor de l'Alé                                                        | BIE           |                       | Picassent Camí vell de la Coma                   |                                                      | 46.16.194-E10 | Carregueu una nova foto d'aquest monument |
| Cementeri Municipal                                                   | BIE           |                       | Picassent                                        | 39° 21′ 26″ N, 0° 28′ 04″ O / 39.357118°N,0.467675°O | 46.16.194-E11 | Carregueu una nova foto d'aquest monument |
| Molí d'Espioca                                                        | BIE           | XVIII                 | Picassent Ctra. N-340, km 25                     |                                                      | 46.16.194-E12 | Carregueu una nova foto d'aquest monument |
| Motor del camí de Terrabona 01                                        | BIE           | XX (1940)             | Picassent Camí de Terrabona                      | 39° 19′ 35″ N, 0° 28′ 08″ O / 39.326509°N,0.468838°O | 46.16.194-E13 | Motor del camí de Terrabona 01 (Picassent) · Vegeu més fotos d'aquest monument · Carregueu una nova foto d'aquest monument                                |
| Motor del camí de Terrabona 02                                        | BIE           | XX (1930)             | Picassent Camí de Terrabona                      | 39° 19′ 24″ N, 0° 27′ 57″ O / 39.32329°N,0.465799°O  | 46.16.194-E14 | Motor del camí de Terrabona 02 (Picassent) · Vegeu més fotos d'aquest monument · Carregueu una nova foto d'aquest monument                                |
| Motor de Pallorfa o Lletuga                                           | BIE           | XIX (1900)            | Picassent Camí de Terrabona                      | 39° 19′ 28″ N, 0° 27′ 56″ O / 39.324445°N,0.465468°O | 46.16.194-E15 | Motor de Pallorfa (Picassent) · Vegeu més fotos d'aquest monument · Carregueu una nova foto d'aquest monument                                             |
| Estació i torre de llum del Trenet                                    | BIE           | 1895                  | Picassent C. Estació                             | 39° 21′ 47″ N, 0° 27′ 53″ O / 39.363022°N,0.464676°O | 46.16.194-E16 | Carregueu una nova foto d'aquest monument |
| La Canal, aqüeducte                                                   | BIE           | XVIII                 | Picassent Ctra. de Silla a Torís                 | 39° 21′ 42″ N, 0° 27′ 19″ O / 39.361607°N,0.455153°O | 46.16.194-E17 | Carregueu una nova foto d'aquest monument |
| Dipòsit d'aigua potable del carrer Albacete                           | BIE           | XX (1950)             | Picassent C. Albacete                            | 39° 21′ 36″ N, 0° 28′ 12″ O / 39.359869°N,0.470036°O | 46.16.194-E18 | Carregueu una nova foto d'aquest monument |
| Pantà d'Espioca                                                       | BIE           | XVII                  | Picassent Camí d'Espioca                         |                                                      | 46.16.194-E19 | Carregueu una nova foto d'aquest monument |
| Pont de la carretera a Alboraig al quilòmetre 17                      | BIE           |                       | Picassent Ctra. de Silla a Toris VP-3065, km 17  | 39° 22′ 17″ N, 0° 31′ 41″ O / 39.371475°N,0.527978°O | 46.16.194-E20 | Carregueu una nova foto d'aquest monument |
| Pont del Trenet a Vilanova de Castelló sobre el barranc Fondo         | BIE           | XIX (1895)            | Picassent Camí del Toll                          | 39° 19′ 05″ N, 0° 27′ 51″ O / 39.318062°N,0.464039°O | 46.16.194-E21 | Pont del Trenet a Vilanova de Castelló sobre el barranc Fondo (Picassent) · Vegeu més fotos d'aquest monument · Carregueu una nova foto d'aquest monument |
| Pont del Trenet a Vilanova de Castelló sobre el barranc de Picassent  | BIE           | XIX (1895)            | Picassent Camí del Pla                           |                                                      | 46.16.194-E22 | Carregueu una nova foto d'aquest monument |
| Pont del Devadillo                                                    | BIE           | XX (1965)             | Picassent Camí del Devadillo                     |                                                      | 46.16.194-E23 | Carregueu una nova foto d'aquest monument |
| Pont de la carretera a Torís                                          | BIE           | XIX (1880-1900)       | Picassent Camí del corral del Sabater            |                                                      | 46.16.194-E24 | Carregueu una nova foto d'aquest monument |
| Pont de la carretera a Alboraig sobre el barranc de Picassent         | BIE           |                       | Picassent Ctra. de Silla a Torís CV-415          | 39° 21′ 41″ N, 0° 27′ 21″ O / 39.361362°N,0.45587°O  | 46.16.194-E25 | Carregueu una nova foto d'aquest monument |
| Pont de l'antic camí del Pla sobre el barranc de Picassent            | BIE           | XX (1940)             | Picassent Camí del Pla CV-4140                   | 39° 21′ 10″ N, 0° 28′ 15″ O / 39.352907°N,0.470972°O | 46.16.194-E26 | Carregueu una nova foto d'aquest monument |
| Pont de la carretera a Alboraig al quilòmetre 15,6                    | BIE           | 1980                  | Picassent Ctra. de Silla a Torís CV-415, km 15,6 |                                                      | 46.16.194-E27 | Carregueu una nova foto d'aquest monument |
| Dipòsit d'aigua potable de la carretera a Alcàsser                    | BIE           | 1940                  | Picassent Ctra. de Silla a Alcàsser              | 39° 22′ 02″ N, 0° 25′ 32″ O / 39.367259°N,0.425421°O | 46.16.194-E28 | Carregueu una nova foto d'aquest monument |
| Retaule ceràmic de la Verge del Pilar                                 | BRL etnològic | ca.1800               | Picassent Pl. la Verge del Pilar, 4              | 39° 21′ 42″ N, 0° 27′ 26″ O / 39.361758°N,0.457222°O | 46.16.194-E29 | Retaule ceràmic de la Verge del Pilar (Picassent) · Vegeu més fotos d'aquest monument · Carregueu una nova foto d'aquest monument                         |
| Retaule ceràmic de la Verge del Tremedal                              | BRL etnològic | 1801                  | Picassent C. del Campanar, 11                    | 39° 21′ 44″ N, 0° 27′ 30″ O / 39.362272°N,0.458322°O | 46.16.194-E30 | Retaule ceràmic de la Verge del Tremedal (Picassent) · Vegeu més fotos d'aquest monument · Carregueu una nova foto d'aquest monument                      |